# THE ビッグ!
『THE ビッグ!』（ザ・ビッグ）は、1979年8月25日から1986年3月30日まで放送された朝日放送（ABCテレビ）制作のビンゴを使ったクイズ&ゲーム番組である。
本項では、リニューアル後の『THE ビッグチャンス』および『生クイズだよ!日本全国THEビッグチャンス』についても触れる。

## 概要

### 関西ローカル時代
当初は関西ローカルの深夜番組で、毎週土曜 23:20 - 翌0:15 (JST) に放送されていた（1980年10月からは放送枠が10分拡大し、土曜 23:15 - 翌0:20に放送）。ABCホールからの非公開生放送で、板東英二、桂文珍、笑福亭鶴瓶の3人がレギュラーを務め、安部憲幸がアナウンスを担当していた。板東英二の起用は上岡龍太郎の推薦があった。また、他に明石家さんまが外からの生中継を担当していたが、さんまは早々に降板した。鶴瓶はゲームの仕組み（ルール）を把握していなかった。
この当時のゲームはあらかじめ視聴者に配られたカードで生放送中に実際にビンゴゲームを行い、前半では放送中に選ばれた数字（5球）がタテ・ヨコ・ナナメのいずれか1列揃った人が番組に電話を掛け、電話が通じた先着3-4名の視聴者が賞金を賭けたクイズに挑戦するというもの、後半では毎回異なる特定の枠（L字やT字など9マス）内に放送中に選ばれた数字（7球）全てが収まった人が番組に電話を掛け、制限時間内に電話が通じた全ての人が「三菱・ミラージュ」への挑戦権を獲得、番組のエンディングでもう1球（8球目）を選び、その数字が指定された枠の残りの2マスのいずれかに当てはまった視聴者が「三菱・ミラージュ」を獲得できるというものだった。
この番組で使用されていたビンゴカードは、現在パーティーグッズとして一般的に流通しているもの（センターがフリーで1-75までの数字が使用されるもの）とは異なり、25マスに1-25の全ての数字がランダムに記されているものであった。
ビンゴの確認はカードに書かれたコードナンバーを視聴者が申告すると、板東の「松下さん。チェック!!」の掛け声とともにスタジオの表示板にそのカードの数字が表示:され指定された。ランダムで選ばれた赤枠の中に（十文字や７の形もしたもの等）赤い数字が全て収まっているかどうかで確認された。ビンゴの番号を読み上げたのは、当時は外国人女性だった。また、ビンゴの開始の際に司会者の3人が「ビンゴシュート!!」と声を揃えて発していた。
音楽は芹澤廣（現・芹澤廣明）が担当。初期のテーマ曲「セクシー・ウィンド」も彼の歌唱である。
この形態での放送は1982年4月3日放送分をもって一旦終了し、最終回では「さよならTheビッグ!」と題して放送された（この日には23:20 - 翌0:45と放送枠を拡大）。
番組はその後、1983年3月6日に放送を再開。放送枠を日曜 11:00 - 11:45へ移し、ABCホールでの公開録画番組として放送されるようになり、男性軍VS女性軍との対決方式となった（片方の軍で1人もビンゴが成立しなかった場合は「プレイオフ」となり、挑戦権がもう片方の軍の全員に移される）。
放送再開時には鶴瓶が降板し、替わって鶴瓶の弟弟子である笑福亭鶴志がレギュラーに加わった。また、放送再開時にはネット局も付くようになり、系列局の北海道テレビが毎週土曜 11:00 - 11:45に放送していた。
しかし、1984年4月1日放送開始の『Do-Up歌謡テレビ』から同日曜11:00枠でテレビ朝日制作番組を同時ネットするようになった影響で、番組は1984年4月9日から毎週月曜 23:30 - 翌0:32に放送されるようになった。この枠での放送は、全国ネット化直前の1984年10月15日に終了した。

### 全国ネット時代
1984年10月21日からは『THE ビッグチャンス!』と名を改め、毎週日曜 10:00 - 11:00に放送のテレビ朝日系全国ネット番組として放送されるようになった。この全国ネット化を果たした際に鶴志が降板し、替わって稲川淳二がレギュラーに加わった。また、全国ネット化以後は番組前半で視聴者2チームによる対抗戦形式での商品獲得クイズ&ゲームコーナーを、後半でビンゴコーナーを行うようになった。
1985年3月までは関西ローカル日曜昼時代と同様にABCホールからの公開録画だったが、1985年4月に『生クイズだよ!日本全国 THEビッグチャンス』と改題。以来、番組自体が終了する1986年3月までは、関西ローカル土曜深夜時代と同様にABCホールからの非公開生放送となった（スタジオ運用の都合上、ABCエキスタが使われたこともある）。また、同年10月からはゲームコーナーを廃止し、1回目のビンゴで選ばれた視聴者が電話で「フットワークうまいもの便」などの賞品を賭けたクイズに挑戦するという形に変更された。これも関西ローカル土曜深夜時代のクイズとほぼ同様の進行方式である。公開放送時代から自動車を獲得した観衆を称えて天井から大量の紙吹雪が降り、エンディングまで降り続くという演出があったが、非公開になってからもエンディングの紙吹雪のシーンは引き続き行われていた。
なお全国高等学校野球選手権大会が行われる8月盆期は朝日放送ではそれを優先するため、後日に臨時枠移動の措置がとられたが、朝日放送以外のテレビ朝日系列局に対しては本来の放送時間に朝日放送からの裏送り先行ネットを行った。
1986年3月30日をもって番組終了。これにより1979年8月から開始した『THE ビッグ!』から始まった一連の『THE ビッグ』シリーズは6年7か月の放送に幕を降ろした。

## ビンゴカード
放送時期・配布方法により3種類が存在する（全て5×5の枠に1〜25までの数字をランダムに配置したもの）。
ビンゴカード（一般視聴者用）
視聴者が朝日放送に往復葉書で申し込み、復片に貼付する形で配布された（抽選でよるもので、抽選に漏れた分の復片はがきは朝日新聞厚生文化事業団に寄付）。深夜『THEビッグ!』時代から『生クイズだよ!』終了まで存在。
ビンゴカード（スタジオ参加者用）
公開放送の期間のみ存在。スタジオの観衆にビンゴカードを配布してビンゴに参加させたもの。
ローソンビンゴカード
『Theビッグチャンス』から登場。ローソンで一定額の買い物をした客に対し配布された。通常のビンゴに参加できたほか「ローソンビンゴカード」のみを対象としたビンゴも1回行われた。
ローソンは番組スポンサーでもあったが当時は全国出店をしておらず、未出店地域のネット局では一部を除いてローソンはスポンサーに入っていない（公共広告機構（現：ACジャパン）や筆頭提供に繰り上がった日本文化センター（ローソン提供地域はサブスポンサー。筆頭提供地域はCMを1本増枠）などのCMに差し替え）。この対象ビンゴの時間帯も、ー別撮りされた出場者募集のお知らせや一般視聴者用ビンゴカードの入手方法を案内する映像に差し替えられていた。

## 放送局
全国ネット化（『THE ビッグチャンス』）以降の局を以下に記す。
- 朝日放送（制作・幹事局）
- 北海道テレビ
- 山形テレビ(初期のみ、ローソンは未出店だったがローソンが提供だった）
- 東日本放送
- 福島放送
- テレビ朝日
- 新潟テレビ21
- テレビ信州（当時日本テレビとクロスネット局）
- 静岡けんみんテレビ（現：静岡朝日テレビ。1985年夏頃からローソンの静岡県内出店開始に伴い番組提供開始。それに伴いCM枠の一部差し替えも終了）
- 名古屋テレビ
- 瀬戸内海放送
- 広島ホームテレビ
- 九州朝日放送
- 鹿児島放送